# Entenmann's
Entenmann's es una empresa estadounidense que fabrica productos horneados y los entrega en todo Estados Unidos a supermercados y otros minoristas para su venta al público. La empresa ofrece pasteles de postre, rosquillas, galletas, cupcakes, tartas, barras de cereales, muffins, Wienerbrød, Streuselkuchen y bollos, entre otros productos horneados.  En los últimos años, han agregado sabores de café de diseño junto con velas aromáticas a su línea de productos en un esfuerzo por ampliar su atractivo.

Hoy en día, más de 100 artículos diferentes llevan la marca Entenmann's, que actualmente es propiedad de Bimbo Bakeries USA. 

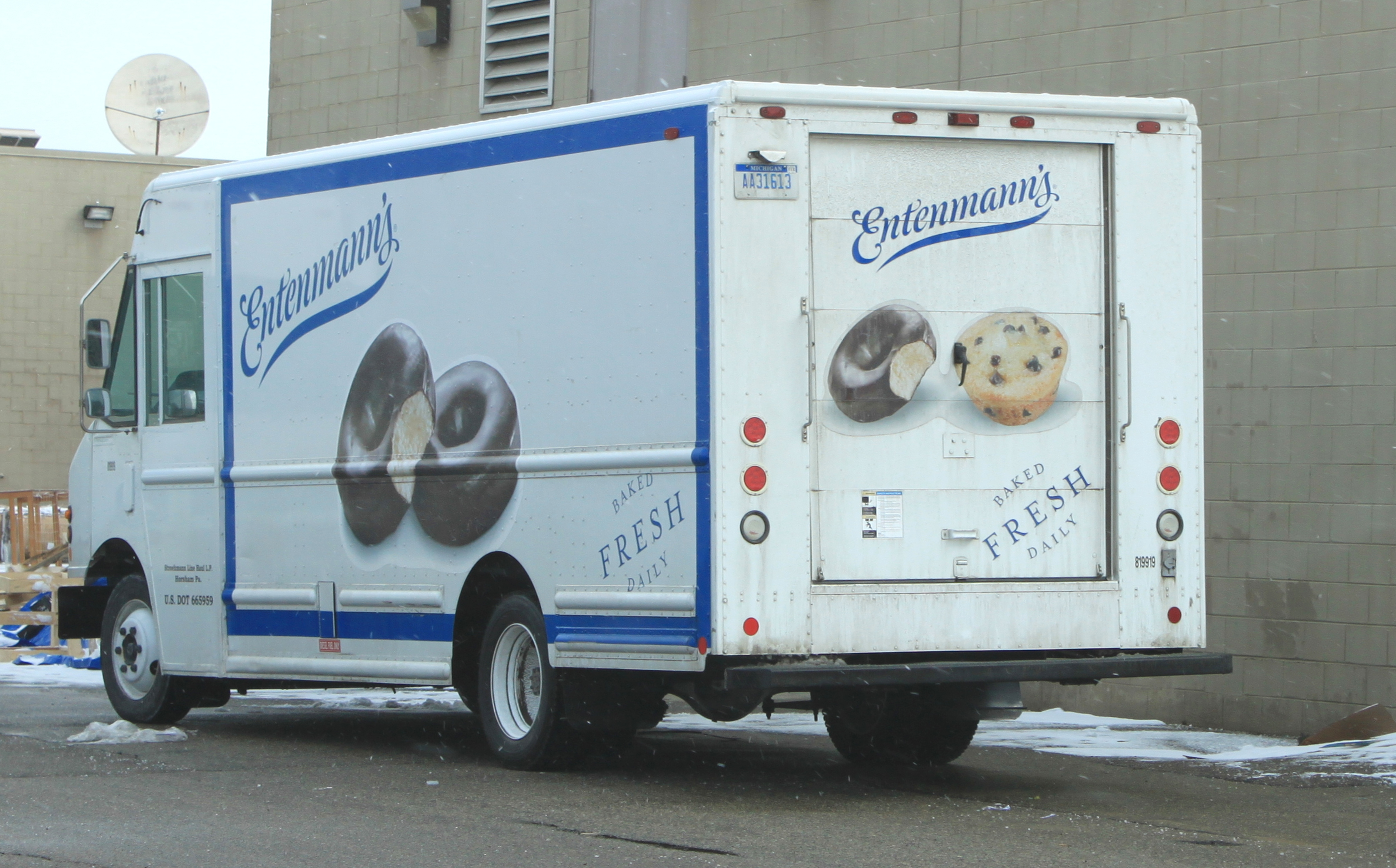
Camión de reparto de Entenmann en Ypsilanti, Míchigan

## Historia
Entenmann's es una empresa de 125 años con origen en Nueva York. William Entenmann aprendió el oficio de panadero de su padre en Stuttgart, Alemania, y utilizó sus habilidades adquiridas para trabajar en una panadería en los EE. UU. y finalmente abrió su propia panadería en 1898 en Rogers Avenue en Brooklyn. Más tarde, William trasladó su panadería a Bay Shore, Long Island. La entrega a domicilio fue una parte importante de la panadería que William poseía, llegando a contar con 30 rutas de entrega a domicilio para cuando su hijo, William Jr., asumió el control de la panadería.  Mientras William Jr. dirigía la panadería, ésta floreció; Frank Sinatra era un cliente semanal. 
William Jr. murió en 1951, dejando la panadería a su esposa Martha y sus hijos, Robert, Charles y William.  La familia abandonó progresivamente el pan para centrarse en pasteles y tartas, y empezó a abastecer a las tiendas de comestibles en lugar de ofrecer entrega a domicilio. En 1959, la familia Entenmann inventó la caja para pasteles "transparente" que se utiliza hoy en día en muchas panaderías.  En 1961, el negocio creció, con nuevas panaderías y fábricas en Bay Shore, Nueva Jersey y Connecticut . Charles ayudó a convertir la empresa en un símbolo de dulzura conocido a nivel nacional. Destacó en administración e ingeniería y presidió la automatización de las líneas de pastelería de la empresa. Supervisó el diseño de un sistema controlado por computadora que entregaba los ingredientes a las tinas de mezcla. 
Los planes de expansión a nivel nacional se estancaron en 1970. Entenmann's Bakery, con la ayuda de los consultores de nuevos productos de Calle and Company, reformuló desde productos horneados más pesados al estilo de Nueva Inglaterra hasta ofertas más livianas, más adecuadas para mercados de prueba más cálidos y húmedos, como Miami y Atlanta. Rápidamente siguió la exitosa expansión nacional de Entenmann. En 1972, Entenmann's comenzó a vender galletas con chispas de chocolate y desde entonces ha vendido más de 620 millones de galletas.  Desde su primera apertura en 1898, Entenmann's ha estado vendiendo un "pastel rectangular de mantequilla" y ha vendido más de 700 millones hasta la fecha.
La empresa farmacéutica Warner-Lambert compró Entenmann's en 1978 y luego la vendió a General Foods en 1982.  General Foods se fusionó con KrafGeneral Foods en 1990.  Kraft General Foods vendió su negocio de panadería a CPC International (más tarde Bestfoods) en 1995.  Bestfoods fue comprada por Unilever en 2000,  que vendió su división de panadería a George Weston, una empresa canadiense de productos horneados y supermercados, al año siguiente.  Weston vendió sus participaciones en Estados Unidos, incluida la de Entenmann, en 2008 al conglomerado mexicano Grupo Bimbo . 
En 27 de marzo de 2014, se informó que Entenmann's cesaría las operaciones de horneado en su ubicación de Bay Shore, Nueva York. Otras operaciones, como las ventas, la tienda y la distribución, continuarían. 

## Línea de producto
A partir de agosto de 2010, los productos de Entenmann's incluyen donas, pasteles rectangulares, tartas, daneses, galletas, Enten-minis (brownies y postres en porciones más pequeñas), barras de cereal y Little Bites de 100 calorías.
En 2007, Entenmann's añadió una línea de productos de café. Coffee Holding Company, Inc. celebró un acuerdo de licencia de tres años con Entenmann's Products, Inc. que otorgó a Coffee Holding Company derechos nacionales para la venta y producción de café con la marca Entenmann's.  El acuerdo se rescindió en 2011. 
Entenmann's obtuvo la licencia de su primer producto no comestible en septiembre de 2008 con la venta de velas aromáticas. Las velas olían a pastel de café, a pastel de mantequilla y a danés de frambuesa. Se agregaron otros aromas como pastel de calabaza y pan de jengibre caliente para las fiestas, y en la primavera de 2009 estuvo disponible la galleta con chispas de chocolate. 
En 2012, Entenmann's se asoció con White Coffee Corporation para crear una nueva colección de cafés y cacao aromatizados. El café 100% arábica se vende en Burlington Coat Factory, Dollar Tree y Entenmann's Outlets, y se esperan ventas en el mercado masivo, supermercados, clubs, farmacias y servicios de alimentos en todo el país. 